# Nkem Nwankwo
Nkem Nwankwo (* 12. Juni 1936 in Nafwia-Awka bei Onitsha, heute Anambra State, Nigeria; † 12. Juni 2001 im Bundesstaat Tennessee in den USA) war ein nigerianischer Autor, Dichter und Hochschullehrer.

## Leben
Nwankwo gehörte der nigerianischen Ethnie der Igbo an. Er besuchte in Ibadan im Westen Nigerias das University College und schloss 1962 mit einem Bachelorexamen ab. Seine erste Tätigkeit nach dem Examen war an der Ibadan Grammar School, bevor er als Journalist zu schreiben begann, so zum Beispiel für die Zeitschrift  Drum oder für die staatliche Rundfunkgesellschaft seiner Heimat, die Federal Radio Corporation of Nigeria.
Zur gleichen Zeit verfasste Nwankwo Kindergeschichten und seinen ersten Roman, Danda. Dieser wurde als Musical beim ersten Festival of Negro Arts des Jahres 1966 in Dakar im Senegal aufgeführt. Während des Biafra-Kriegs arbeitete er für den Biafra Arts Council und verfasste als Mitherausgeber ein Buch über die Entstehungsgeschichte von Biafra.
Nach dem Bürgerkrieg ging Nwankwo zurück in den Westen des Landes, wo er unter anderem für die größte Tageszeitung Nigerias, die Daily Times of Nigeria arbeitete und sein bekanntestes Buch My Mercedes Is Bigger than Yours schrieb. Danach ging er zum Studium in die USA und schloss an der Indiana University mit einem Master of Arts ab und wurde dort promoviert. Bis zu seinem Tod lebte er in den USA und lehrte an der Michigan State University in East Lansing, Michigan und später an der Tennessee State University in Nashville, Tennessee.

## Veröffentlichungen
- The Gambler in Black Orpheus nr. 9 (Literaturzeitschrift der Universität Ibadan gegründet von Ulli Beier).
- Tales out of School. African Universities Press, Lagos 1963. 
  - 2. Auflage, mit Illustrationen von Adebayo Ajayi. African Universities Press, Lagos 1966.
- Danda. African Universities Press, Lagos 1963. Heineman Educational, London 1970, ISBN 0-435-90067-6.
- More Tales out of School. African Universities Press, Lagos 1965.
- mit Samuel X.Ifekjika: Biafra: The Making of a Nation, 1968.
- My Mercedes is Bigger than Yours. André Deutsch, London 1975. auch: Harper & Row, New York City 1975, ISBN 0-060132086.
  - Mein Mercedes ist größer als deiner. Verlag Volk und Welt, (Ost-)Berlin, DDR 1978.
  - Peter Hammer Verlag, Wuppertal 1979, ISBN 3-87294-144-5.
- The Scapegoat. Fourth Dimension Publishers, Enugu, Nigeria 1984.
- A Song for Fela & Other Poems. Nigerhouse Publications, Nashville, Tennessee 1993.
- Sex Has Been Good to Me, Reprint of Essais. 2004.